# كأس إسكتلندا 1989–90
كأس اسكتلندا 1989–90 (بالإنجليزية: 1989–90 Scottish Cup)‏ هو موسم من كأس اسكتلندا. فاز فيه نادي أبردين.